# Раул Алфонсин
Раул Рикардо Алфонсин Фулкес (на испански: Raúl Ricardo Alfonsín Foulkes) е аржентински адвокат и държавник, служил като президент на Аржентина от 10 декември 1983 г. до 8 юли 1989 г. Той е първият демократично избран президент след повече от седем години военна диктатура и се счита за баща на съвременната демокрация в страната. Името му се свързва с Радикалния граждански съюз, присъединявайки се към фракцията на Рикардо Балбин след разделянето на партията.
През 1958 г. е избран в Камарата на депутатите на Буенос Айрес. Той се противопоставя на двете страни в Мръсната война в страната, като няколко пъти призовава да бъдат освободени жертвите на насилствените изчезвания. Той помилва повечето от военните офицери и предлага нови военни инвестиции. Той осъжда и престъпленията на военните диктатури в други държави и критикува действията на двете страни във Фолкландската война. След смъртта на Балбин, той поема ръководството на Радикалния граждански съюз и се кандидатира за президент на изборите през 1983 г., които спечелва.
Като президент, той внася законопроект в Конгреса за отмяна на закона на автоамнистията, въведен от военното правителство. Той основава Национална комисия по изчезването на хора, която има за цел да разследва престъпленията на военните и в крайна сметка довежда до съдебен процес срещу хунтата. Той влиза в конфликт и с профсъюзите, които на практика се управляват от Хустисиалистката партия. Освен това, Алфонсин слага край на конфликта в протока Бийгъл, увеличава търговията с Бразилия и полага усилия за посредничество в диалога между САЩ и Никарагуа. Той прокарва първите закони за развода в Аржентина и въвежда планове за подобряването на националната икономика, макар те да претърпяват неуспех. Създалата се хиперинфлация и последвалите я бунтове водят до загуба на партията на президентските избори през 1989 г., които са спечелени от перониста Карлос Менем.
След това той продължава да ръководите партията си в опозиция на президента Менем. Двамата договарят условията на поправка в конституцията на страната през 1994 г. Фернандо де ла Руа настава начело на фракция от Радикалния граждански съюз, която се противопоставя на пакта, и става президент през 1999 г. Срещу него, обаче, се надигат протест през декември 2001 г., а фракцията на Алфонсин предоставя подкрепа за перониста Едуардо Дуалде, който е назначен за президент от Конгреса. През 2001 г. Алфонсин е избран за сенатор от провинция Буенос Айрес, но на следващата година се оттегля от този пост, за да се фокусира върху възстановяването на партията си, която след падането на Дуалде е изгубила значителна част от силата си. Алфонсин умира от рак на белия дроб на 31 март 2009 г. и получава голямо държавно погребение.